# Itagi, Ranibennur
Itagi là một làng thuộc tehsil Ranibennur, huyện Haveri, bang Karnataka, Ấn Độ.